# Operazione Jupiter
Con operazione Jupiter fu indicata un'offensiva lanciata il 10 luglio 1944 dall'VIII Corpo d'armata della 2ª Armata britannica, durante la battaglia di Normandia nella seconda guerra mondiale.
Fu dispiegata la 43ª Divisione fanteria (maggior generale Ivo Thomas) per la cattura dei villaggi di Baron-sur-Odon, Fontaine-Étoupefour, Chateau de Fontaine e la riconquista della collina 112; al contempo una brigata distaccata dalla 15ª Divisione di fanteria scozzese avrebbe avanzato su Éterville, Maltot e fino al fiume Orne. In ultimo sarebbero intervenuti i carri armati della 4ª Brigata corazzata che, con il supporto dalla fanteria, si sarebbero occupati di mettere in sicurezza i diversi villaggi a ovest del fiume Orne. Era prevista una rapida conquista degli obiettivi iniziali e un altrettanto rapido impiego dei blindati la mattina stessa dell'offensiva.
L'avanzata britannica, inizialmente facile, fu bloccata sulle pendici della collina 112 e durò tutto il giorno; Maltot passò di mano più volte. Nel pomeriggio dell'11 luglio la 10. SS-Panzer-Division "Frundsberg" e lo Schwere SS-Panzerabteilung 102 costrinsero i britannici a ripiegare dalla cima della collina e ad attestarsi sul versante settentrionale. Tatticamente un fallimento, in una prospettiva strategica l'operazione si rivelò comunque un moderato successo per gli Alleati, in quanto il II SS-Panzerkorps si era assai logorato nei combattimenti e le sue perdite non erano più facilmente rimpiazzabili. La contesa collina fu infine conquistata da reparti della 53ª Divisione fanteria gallese il 4 agosto, subito dopo il ripiegamento tedesco a ovest indotto dalle operazioni Cobra e Bluecoat.

## Contesto strategico

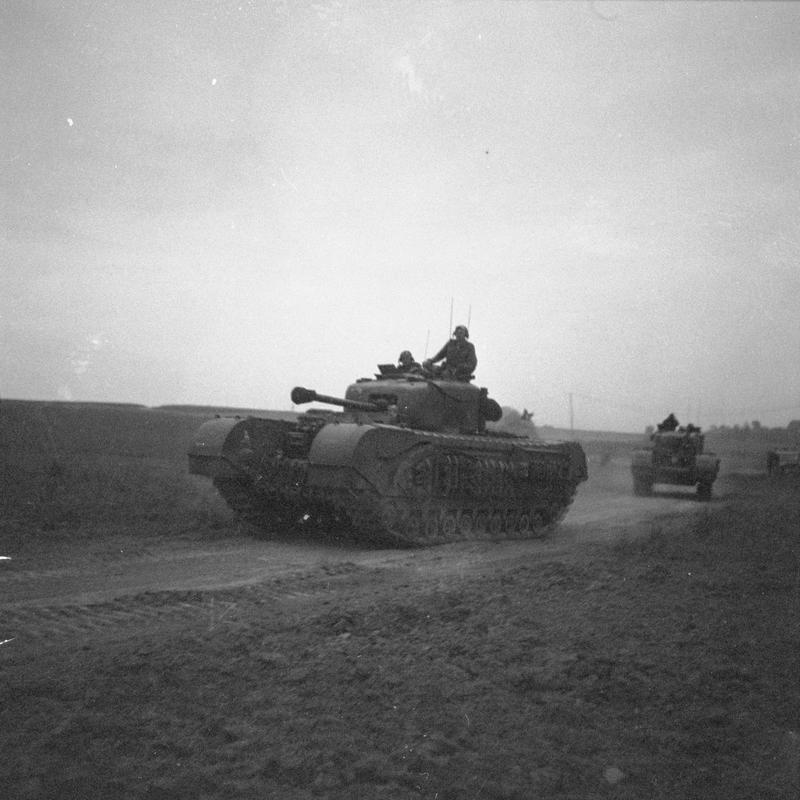
Un carro britannico coinvolto nell'operazione Jupiter il 16 luglio 1944

La prima battaglia per la collina 112 era stata combattuta alla fine dell'operazione Epsom, quando l'11th Armoured Division partì all'attacco a Tourmauville, da una testa di ponte stabilita dal 2º Battaglione della 227ª Brigata fanteria "Highland" (15ª Divisione fanteria scozzese). L'altura era sulla direttrice d'avanzata che puntava ad assicurarsi gli attraversamenti sul fiume Orne, ma la risposta tedesca mise in seria difficoltà il 23º Reggimento ussari, che aveva raggiunto e superato la collina: il reparto riuscì comunque a mantenerne il possesso. La collina venne dunque a ritrovarsi all'apice di uno stretto saliente e fu affidata all'8º Battaglione della Rifle Brigade. Il battaglione sopportò un fitto fuoco di mitragliatrici e mortai sino a quando informazioni provenienti dalle decrittazioni del traffico radio tedesco (Ultra) indicarono l'avvicinarsi del II SS-Panzerkorps: il maresciallo Bernard Law Montgomery, pertanto, fece evacuare la collina. Egli era stato incaricato di tenere agganciate le Panzer-Division che si trovavano sul fronte anglo-canadese (circa sette) allo scopo di facilitare la progressione della First United States Army sul suo fianco destro. L'obiettivo statunitense (Cherbourg) si presentava assai meno coriaceo, giacché i difensori disponevano nel Cotentin dell'equivalente di una divisione corazzata e mezzo, a dispetto dei tentativi di trasferire unità blindate dal lato orientale della testa di ponte alleata in Normandia.

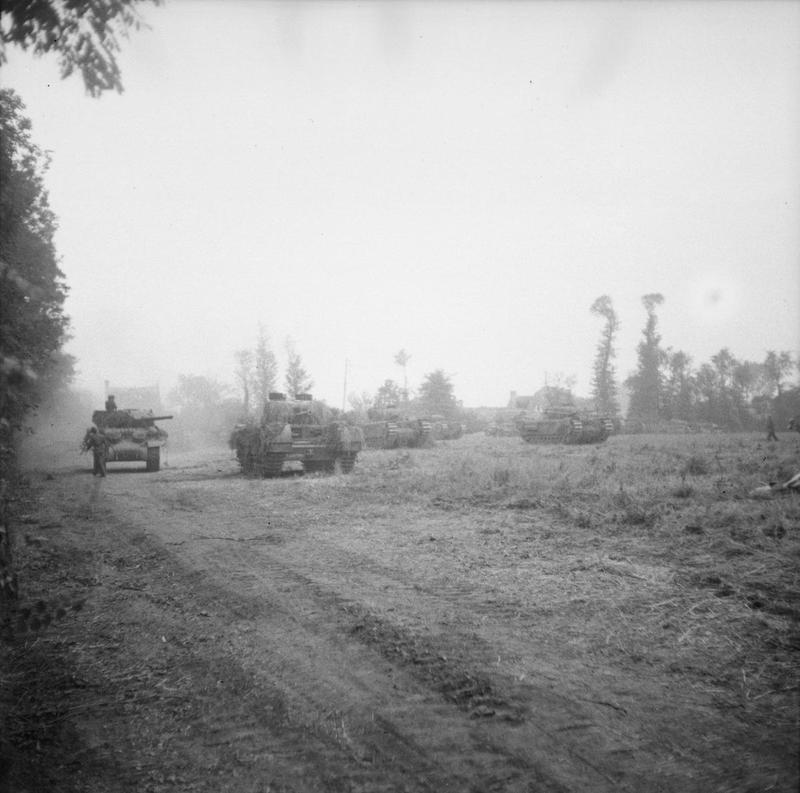
A sinistra un cacciacarri M10 Wolverine e a destra un Mk IV Churchill, mezzo da supporto per la fanteria, impegnati in Normandia

In seguito, nella prima decade di luglio, fu avviata l'operazione Charnwood per catturare la cittadina di Caen e prevenire il ridislocamento di forze corazzate tedesche a ovest. L'offensiva ebbe successo e la sera del 9 luglio Caen fu occupata da reparti anglo-canadesi; i tedeschi ripiegarono dietro l'Orne e, complice la distruzione o la strenua difesa dei ponti, riuscirono a riorganizzarsi e creare una linea di resistenza sulla riva meridionale. L'operazione non fu dunque decisiva, anche perché i tedeschi continuarono a dirottare formazioni verso ovest, intralciando l'avanzata statunitense.

## La pianificazione britannica
Allo scopo di sbloccare la situazione fu decisa una nuova offensiva, detta operazione "Jupiter". La 43ª Divisione fanteria "Wessex" ebbe ai suoi ordini la 31ª Brigata corazzata (compreso il 141º Reggimento con la versione lanciafiamme dei Mk IV Churchill), la 4ª Brigata corazzata, il 3º e 8º Gruppo d'artiglieria d'armata. L'attacco si sarebbe strutturato in tre fasi. 
- La 130ª Brigata fanteria e il 9º Reggimento carri dovevano occupare una saliente intorno a Les Duanes e catturare Château de Fontaine; al contempo la 129ª Brigata e il 7º Reggimento carri avrebbero investito la collina 112.
- Una volta occupata l'altura, la 129ª Brigata avrebbe costituito un fronte difensivo lungo il versante nord, perpendicolare alla strada che conduceva a Évrecy verso sud-ovest. Allo stesso tempo, la 130ª Brigata, 9º Reggimento carri e i Churchill lanciafiamme avrebbero attaccato Éterville e Maltot e, in caso di successo, i reparti sarebbero avanzati a sud-est della collina 112, sul villaggio di St. Martin.
- Infine la 129ª Brigata doveva rimanere sulla collina 112 e la 130ª tra Éterville a Maltot, in postazioni trincerate rivole a est. Solo a questo punto si sarebbero fatte avanti la 4ª Brigata corazzata e la 214ª Brigata fanteria (43ª Divisione), passando tra i ranghi delle altre due brigate. Compito di queste nuove forze era passare l'Orne e formare una testa di ponte. L'ultim azione fu affidata alla 46ª Brigata della 15ª Divisione che, assieme a uno squadrone del 7º Reggimento, doveva rastrellare l'area compresa i fiumi Odon, Orne e i sobborghi occidentali di Caen.[5]

## Svolgimento della battaglia

L'area a sud-ovest di Caen, teatro di scontri durante l'operazione Jupiter

Le forze coinvolte nell'operazione Jupiter furono concentrate nella testa di ponte di Odon, estesa da Verson a Baron. L'attacco iniziò la notte tra il 9 e il 10 luglio con l'attraversamento dell'Orne da parte della 214ª Brigata fanteria; i battaglioni che la componevano avanzarono quindi su Éterville e dopo un bombardamento preliminare, vi entrarono alle 08:00, raggiungendo anche il versante nord della collina 112. Subito dopo alcuni reparti furono spinti sino al villaggio di Maltot: nel paese scoppiò tuttavia un duro combattimento contro i determinati difensori tedeschi, che fecero uso intensivo di mortai e contrattaccarono più volte con l'appoggio di mezzi corazzati. Divenne presto chiaro che la conquista del villaggio dipendeva dal controllo completo della collina, sulla quale tuttavia i tedeschi avevano predisposto una serie di posizioni, collegate da una rete di trincee e inframmezzate da carri armati, abilmente mimetizzati nella boscaglia. I tedeschi, pertanto, riuscirono a fermare l'avanzata britannica sulla strada Caen-Évrecy e anche sulle ali. In serata il 5º Battaglione della brigata e il 7º Reggimento carri sferrarono un assalto coordinato all'altura, spezzarono la difesa avversaria e riuscirono ad aprire la via al resto della 43ª Divisione, che poté disporre, nelle ore seguenti, le sue quattro brigate lungo il crinale della collina 112. Nel frattempo, a nord di Éterville, la 3ª Divisione fanteria canadese aveva attraversato l'Odon ed esteso il saliente a est.
Attorno alla mezzanotte dell'8 luglio si verificarono i primi contrattacchi e più di una volta le truppe tedesche penetrarono a Éterville ingaggiando pesanti scontri; sulla collina il 5º Battaglione oppose una difesa accanita ma, dopo aver perduto tutta l'artiglieria controcarri e aver subito 240 vittime, fu respinto di nuovo a cavallo della strada Caen-Évrecy. Mentre i combattimenti proseguivano nella mattinata del 9 luglio il tenente generale Heinrich Eberbach, comandante del Panzergruppe West, aveva ingiunto al II SS-Panzerkorps di difendere a tutti i costi l'appena riconquistata collina 112, ma l'avanzata britannica dell'8 luglio aveva portato la linea del fronte a superare il versante nord. I difensori tedeschi erano sopravvissuti a bombardamenti navali, attacchi aerei e al fuoco di artiglieria, mantenendo gran parte delle proprie posizioni anche grazie al prezioso supporto dei carri armati pesanti Panzer VI Tiger I dello Schwere SS-Panzerabteilung 102, che era arrivato in Normandia soltanto due giorni prima.
Dopo due giorni di operazioni (10 e 11 luglio) la 43ª Divisione accusò 2 000 vittime; nel periodo compreso tra il 10 e il 22 luglio soffrì un totale di 7 000 perdite. Anche la 31ª Brigata corazzata uscì dalla battaglia con perdite, pari al 25% della sua dotazione iniziale.

## Analisi della battaglia
I britannici non avevano saputo ben sfruttare il ripiegamento nemico da Caen dopo l'operazione Charnwood, in quanto i tedeschi si erano ridisposti lungo la riva sud dell'Orne; inoltre avevano attaccato su terreno aperto per raggiungere la collina 112, ben difesa da unità trincerate e carri armati interrati a mezzo sul versante opposto. Gli attacchi frontali, tatticamente svantaggiosi, avevano dovuto essere adottati a causa della carenza numerica delle truppe e delle contingenze strategiche; inoltre la congestione delle retrovie britanniche significò un ritardo notevole nel flusso di rinforzi e rifornimenti. Il tenente generale Richard O'Connor, comandante dell'VIII Corpo, parlando dell'esito dell'operazione Jupiter, affermò che in genere è importante tenere in conto la topografia locale e privilegiare l'occupazione dei punti elevati del campo di battaglia al posto della conquista di villaggi. Gli anglo-canadesi erano forti della loro accresciuta esperienza e mantennero l'iniziativa, ma i tedeschi non avevano ceduto a dispetto delle forti perdite patite nella resistenza a oltranza sulla collina 112. Peraltro l'altura, dopo la prima avanzata britannica e la successiva controffensiva tedesca, rimase divisa tra i due fronti aconrati alle opposte pendici e la cima si trovò in una striscia di terra di nessuno.
Diversi villaggi erano comunque stati occupati e, sebbene i britannici fossero stati respinti da Éterville, i tedeschi avevano dovuto far intervenire la 9. SS-Panzer-Division "Hohenstaufen" (appena costituita in riserva operativa) allo scopo di frenare le punte avanzate nemiche, penetrate in profondità. Nel corso dei combattimenti, pertanto, le truppe tedesche furono bersagliate dalla superiore potenza di fuoco alleata: in tal modo furono tanto logorate da non poter più sperare di lanciare un'efficace controffensiva. Nel corso del combattimento si verificarono anche numerosi episodi di scontri tra carri armati che, come solitamente avveniva durante la seconda guerra mondiale, si svolgevano al di sotto del chilometro di distanza: simili circostanze rendevano vulnerabili i Churchill a dispetto della pesante corazzatura da 150 mm, che non resisteva alle granate a carica cava impiegate da armi portatili, ai pezzi controcarro da 75 mm o ai cannoni da 88 mm. Per contro i carri britannici montavano cannoni che, alle tipiche distanze di combattimento, non erano in grado di battere la corazza frontale dei Panzer V Panther o dei Tiger I.

## Il ricordo della battaglia
Sulla cima della contesa collina il 5º Battaglione eresse, durante l'agosto 1944, un memoriale in legno noto come "Cornwall Wood". Un altro monumento sempre in legno ma più grande fu costruito dagli abitanti del posto, in ricordo dei morti sia militari sia civili. Infine, su interessamento della stessa 43ª Divisione, alla fine degli anni quaranta fu progettato un memoriale in pietra: l'imponente struttura fu intagliata da scalpellini tedeschi e completata prima della fine del decennio.